# Kulgam
Kulgam é uma cidade no distrito de homónimo, estado indiano de Jammu e Caxemira.

## Geografia
Kulgam está localizada a 33.65° N 75.02° E. Tem uma altitude média de 1739 metros (5705 pés).

## Demografia
Segundo o censo de 2001, Kulgam tinha uma população de 13 523 habitantes. Os indivíduos do sexo masculino constituem 56% da população e os do sexo feminino 44%. Kulgam tem uma taxa de literacia de 52%, inferior à média nacional de 59,5%: a literacia no sexo masculino é de 63% e no sexo feminino é de 38%. Em Kulgam, 11% da população está abaixo dos 6 anos de idade.